# 鄭藁
鄭藁，清朝政治人物。
光绪三十三年（1907年），擔任清朝廣州府南海縣知縣。后由張鳳喈接任。